# Scream Bloody Gore
Scream Bloody Gore е дебютен студиен албум на американската дет метъл група Death. Издаден е на 25 май 1987 г. от Combat Records.

## Обща информация
„Scream Bloody Gore“ е често определян като първия дет метъл албум. Въпреки че някои критици считат „Seven Churches“ (1985) на Possessed за първи. Едуардо Ривадавия от Allmusic счита, че „Seven Churches“ е кросоувър между траш метъл и дет метъл, докато „Scream Bloody Gore“ в самата си същност е чист дет метъл. През 2016 г. е преиздаден и за първи път Death влиза в класацията на Billboard 200 със 174-то място.

## Състав
- Чък Шулдинър – вокали, китара, бас
- Крис Райфърт – барабани

## Песни
| 1.    | Infernal Death     | 2:54 |
| 2.    | Zombie Ritual      | 4:35 |
| 3.    | Denial of Life     | 3:37 |
| 4.    | Sacrificial        | 3:43 |
| 5.    | Mutilation         | 3:30 |
| 6.    | Regurgitated Guts  | 3:47 |
| 7.    | Baptized in Blood  | 4:31 |
| 8.    | Torn to Pieces     | 3:38 |
| 9.    | Evil Dead          | 3:01 |
| 10.   | Scream Bloody Gore | 4:35 |
| 37:51 |                    |      |